# Assamiidae
Famille
Les Assamiidae sont une famille d'opilions laniatores. On connaît plus de 460 espèces dans 253 genres.

## Distribution
Les espèces de cette famille se rencontrent en Afrique, en Asie et en Océanie.

## Liste des genres
Selon World Catalogue of Opiliones (03/04/2023) :
- Aburistinae Roewer, 1935
  - Aburista Roewer, 1935
  - Aburistella Lawrence, 1947
  - Bancoella Lawrence, 1947
  - Banconyx Lawrence, 1947
  - Sokodea Roewer, 1935
  - Typhlobunellus Roewer, 1927
  - Typhloburista Lawrence, 1947
- Acacinae Roewer, 1935
  - Acaca Roewer, 1935
  - Acanthacaca Roewer, 1952
- Assamiinae Sørensen, 1884
  - Aboriscus Roewer, 1940
  - Afroassamia Caporiacco, 1940
  - Anassamia Roewer, 1935
  - Assamia Sørensen, 1884
  - Assamiella Roewer, 1923
  - Assaphalla Martens, 1977
  - Dawnabius Roewer, 1935
  - Dhaulagirius Martens, 1977
  - Gomezyta Roewer, 1935
  - Gudalura Roewer, 1927
  - Himalassamia Martens, 2021
  - Metassamia Roewer, 1923
  - Micrassamula Martens, 1977
  - Neassamia Roewer, 1935
  - Nepalsia Martens, 1977
  - Nepalsioides Martens, 1977
  - Parassamia Roewer, 1935
  - Pechota Roewer, 1935
  - Popassamia Roewer, 1940
  - Puria Roewer, 1923
  - Tavoybia Roewer, 1935
  - Umtaliella Lawrence, 1934
- Dampetrinae Sørensen, 1886
  - Apygoplus Roewer, 1912
  - Cadomea Roewer, 1940
  - Cardwella Roewer, 1935
  - Dampetrellus Roewer, 1927
  - Dampetrus Karsch, 1880
  - Dongmolla Roewer, 1927
  - Dunkeriana Roewer, 1912
  - Euwintonius Roewer, 1923
  - Granobunus Roewer, 1912
  - Heteropygoplus Roewer, 1923
  - Hyamus Thorell, 1891
  - Macrodampetrus Roewer, 1915
  - Mermerus Thorell, 1876
  - Metadampetrus Roewer, 1915
  - Metahyamus Roewer, 1923
  - Metamermerus Roewer, 1920
  - Metamosoia Roewer, 1915
  - Metanothippus Giltay, 1930
  - Mosoia Roewer, 1912
  - Neonothippus Roewer, 1912
  - Nothippulus Roewer, 1923
  - Nothippus Thorell, 1890
  - Octobunus Roewer, 1923
  - Pahangius Roewer, 1935
  - Paradampetrus Giltay, 1930
  - Paranothippus Roewer, 1912
  - Sermowaius Roewer, 1923
  - Simalurius Roewer, 1923
  - Sudaria Roewer, 1923
- Erecinae Roewer, 1935
  - Aberdereca Goodnight & Goodnight, 1959
  - Acanthophrysella Strand, 1911
  - Allereca Roewer, 1961
  - Angolyppa Lawrence, 1957
  - Angopygoplus Lawrence, 1951
  - Anjolus Goodnight & Goodnight, 1948
  - Bambereca Kauri, 1985
  - Bibundina Roewer, 1935
  - Binderia Roewer, 1935
  - Boeorix Thorell, 1889
  - Bolama Roewer, 1927
  - Buemba Roewer, 1935
  - Bulobana Roewer, 1935
  - Bundukia Lawrence, 1962
  - Buniabia Roewer, 1961
  - Callereca Roewer, 1940
  - Cerea Sørensen, 1896
  - Cereatta Staręga, 1992
  - Cereipes Roewer, 1935
  - Cereodiscus Roewer, 1940
  - Cereoides Roewer, 1935
  - Chilon Sørensen, 1896
  - Coleutus Roewer, 1940
  - Comereca Roewer, 1961
  - Cryptopygoplus Staręga, 1992
  - Djemia Roewer, 1935
  - Dodabetta Roewer, 1929
  - Ereala Roewer, 1950
  - Erebalda Roewer, 1940
  - Ereca Sørensen, 1910
  - Erecabia Roewer, 1940
  - Erecella Staręga, 1992
  - Erecomma Roewer, 1940
  - Erecongoa Roewer, 1950
  - Erecops Roewer, 1940
  - Erecula Roewer, 1935
  - Eregonda Roewer, 1950
  - Euboeorix Roewer, 1912
  - Eupygoplus Roewer, 1915
  - Fakoa Roewer, 1923
  - Gapotus Roewer, 1935
  - Irnia Roewer, 1935
  - Ivocoryphus Lawrence, 1965
  - Izea Roewer, 1927
  - Kakontwea Roewer, 1951
  - Kasaina Lawrence, 1957
  - Kukkala Roewer, 1929
  - Kungwea Roewer, 1961
  - Lepchana Roewer, 1927
  - Lubudia Roewer, 1951
  - Lygippulus Roewer, 1954
  - Lygippus Roewer, 1940
  - Maccabeesa Roewer, 1936
  - Mandaria Roewer, 1935
  - Mbinia Santos & Prieto, 2010
  - Merucola Roewer, 1935
  - Metapygoplus Roewer, 1923
  - Metereca Roewer, 1923
  - Montereca Lawrence, 1962
  - Neobaeorix Lawrence, 1962
  - Neocoryphus Lawrence, 1965
  - Neopygoplus Roewer, 1923
  - Parapygoplus Roewer, 1912
  - Propygoplus Roewer, 1923
  - Pygoplus Thorell, 1889
  - Roewereca Lawrence, 1962
  - Sacesphorus Thorell, 1889
  - Sijucavernicus Roewer, 1923
  - Simienatus Roewer, 1957
  - Tarnus Suzuki, 1969
  - Termitereca Roewer, 1940
  - Tetecus Roewer, 1935
  - Thobala Roewer, 1940
  - Tubereca Kauri, 1985
  - Tundabia Roewer, 1935
  - Valpara Roewer, 1929
  - Vandarawella Roewer, 1935
  - Wintonia Roewer, 1923
- Eupodaucheniinae Roewer, 1935
  - Eupodauchenius Roewer, 1912
- Filopalpinae Martens, 2022
  - Filopalpus Martens, 2022
- Hypoxestinae Roewer, 1935
  - Adamauna Roewer, 1935
  - Bandona Roewer, 1927
  - Bwitonatus Roewer, 1950
  - Cleoxestus Roewer, 1954
  - Congonella Roewer, 1935
  - Dicoryphus Loman, 1902
  - Doloressus Roewer, 1935
  - Dongila Roewer, 1927
  - Findia Roewer, 1915
  - Hypoxestinus Roewer, 1927
  - Hypoxestus Loman, 1902
  - Leleupiolus Roewer, 1951
  - Lossida Roewer, 1935
  - Lossidacola Roewer, 1935
  - Mabwella Roewer, 1952
  - Mecutina Roewer, 1935
  - Metasesostris Roewer, 1915
  - Musola Roewer, 1927
  - Nkogoa Roewer, 1927
  - Parasesostris Roewer, 1915
  - Passula Roewer, 1927
  - Podaucheniellus Roewer, 1927
  - Podauchenius Sørensen, 1896
  - Randilea Roewer, 1935
  - Rhabdopygata Roewer, 1954
  - Rhabdopygella Staręga, 1992
  - Rhabdopygus Roewer, 1912
  - Scabrobunus Roewer, 1912
  - Sesostranus Roewer, 1935
  - Sesostrellus Roewer, 1935
  - Sesostris Sørensen, 1910
  - Spinixestus Roewer, 1952
  - Talaspus Roewer, 1935
  - Tusipulla Roewer, 1935
  - Viglua Roewer, 1940
- Irumuinae Kauri, 1985
  - Irumua Roewer, 1961
  - Machadoessa Lawrence, 1951
  - Numipedia Kauri, 1985
  - Typhlobunus Roewer, 1915
- Maruinae Roewer, 1935
  - Abanatus Roewer, 1950
  - Celimba Roewer, 1940
  - Congonia Roewer, 1935
  - Katangania Kauri, 1985
  - Kituvia Kauri, 1985
  - Marua Staręga, 1992
  - Mwenga Kauri, 1985
- Polycoryphinae Roewer, 1935
  - Anaimalus Roewer, 1929
  - Ayenea Santos & Prieto, 2010
  - Binderella Roewer, 1935
  - Bueana Roewer, 1927
  - Gulufia Roewer, 1935
  - Harpenna Roewer, 1935
  - Henriquea Roewer, 1927
  - Kavalaica Roewer, 1927
  - Kodaika Roewer, 1929
  - Koyna Roewer, 1915
  - Maracandellus Roewer, 1923
  - Maracandinus Roewer, 1912
  - Maracandus Simon, 1879
  - Montalenia Santos & Prieto, 2010
  - Mormuga Roewer, 1927
  - Mudumalus Roewer, 1929
  - Niefanga Santos & Prieto, 2010
  - Oppalnia Roewer, 1927
  - Paktongius Suzuki, 1969
  - Palmanella Roewer, 1927
  - Panchganius Roewer, 1935
  - Parakodaika Goodnight & Goodnight, 1944
  - Paramaracandus Suzuki, 1976
  - Pashokia Roewer, 1927
  - Phalcochina Roewer, 1927
  - Polycoryphus Loman, 1902
  - Procoryphus Roewer, 1950
  - Pulchrandrus Kauri, 1985
  - Pykara Roewer, 1929
  - Santhomea Roewer, 1927
  - Senarba Roewer, 1927
  - Sonega Roewer, 1935
  - Thomecola Roewer, 1935
  - Uviranus Kauri, 1985
  - Yadoa Roewer, 1935
  - Zirolana Roewer, 1940
- Selencinae Roewer, 1935
  - Cassifluminia Kury, 2017
  - Euselenca Roewer, 1923
  - Humbea Roewer, 1935
  - Jaundea Roewer, 1935
  - Metaselenca Roewer, 1912
  - Paraselenca Roewer, 1923
  - Sassandria Roewer, 1912
  - Selenca Sørensen, 1896
  - Selencasta Roewer, 1935
  - Selencula Roewer, 1935
  - Seuthes Roewer, 1935
  - Seuthesplus Roewer, 1935
  - Seuthessus Kauri, 1985
  - Umbonimba Roewer, 1953
- Sidaminae Roewer, 1935
  - Amhara Pavesi, 1897
  - Blantyrea Roewer, 1912
  - Bundelkhandia Turk, 1945
  - Congolla Roewer, 1935
  - Edeala Roewer, 1927
  - Eusidama Roewer, 1913
  - Fizibius Roewer, 1961
  - Indosidama Turk, 1945
  - Lisposidama Lawrence, 1962
  - Lukandamila Roewer, 1961
  - Metasidama Roewer, 1915
  - Neosidama Roewer, 1915
  - Orsimonia Roewer, 1935
  - Scabrosidama Lawrence, 1962
  - Sidama Pavesi, 1895
  - Vilhena Lawrence, 1949
- sous-famille indéterminée
  - Parazalmoxis Roewer, 1913

## Systématique et taxinomie
Cette famille a été décrite par Sørensen en 1884.

## Publication originale
- Sørensen, 1884 : « Opiliones Laniatores (Gonyleptides W. S. Olim) Musei Hauniensis. » Naturhistorisk Tidsskrift, vol. 14, p. 555–646.